# Larbert

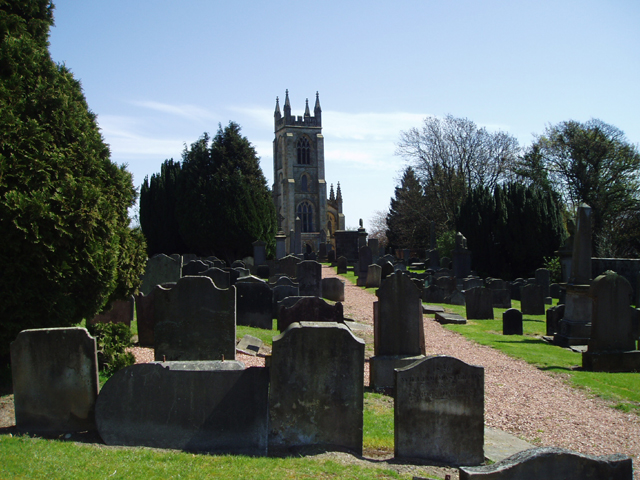
Larberts kyrka.

Larbert (skotsk gaeliska: Leth-Pheairt, lågskotska: Lairbert) är en ort i Skottland, och är belägen i Falkirks kommun i ståthållarskapet Stirling and Falkirk. Den är en förort till Falkirk och hade 9 530 invånare 2012.